# Амангельдинський сільський округ (Коргалжинський район)
Амангельди́нський сільський округ (каз. Аманкелді ауылдық округі, рос. Амангельдинский сельский округ) — адміністративна одиниця у складі Коргалжинського району Акмолинської області Казахстану. Адміністративний центр — село Уркендеу.
Населення — 461 особа (2021; 626 у 2009, 1169 у 1999, 1582 у 1989).
Станом на 1989 рік існувала Амангельдинська сільська рада (села Жумай, Уркендеу). Пізніше до складу округу було включене село Бірлік (Берлік) колишньої Кургальджинської селищної ради.

## Склад
До складу округу входять такі населені пункти:
| Населений пункт | Населення, осіб (1989) | Населення, осіб (1999) | Населення, осіб (2009) | Населення, осіб (2021) |
| --------------- | ---------------------- | ---------------------- | ---------------------- | ---------------------- |
| Бірлік, село    | 62                     | 38                     | -                      | -                      |
| Жумай, село     | 474                    | 280                    | 137                    | 83                     |
| Уркендеу, село  | 1046                   | 851                    | 489                    | 378                    |